# Густаво Кабальєро
Густаво Кабальєро (ісп. Gustavo Caballero, нар. 21 вересня 2001, Сан-Лоренсо) — парагвайський футболіст, нападник клубу «Насьйональ».
Виступав за молодіжну збірну Парагваю.

## Клубна кар'єра
Народився 21 вересня 2001 року в місті Сан-Лоренсо. Вихованець футбольної школи клубу «Насьйональ».
У дорослому футболі дебютував 2019 року виступами за команду «Депортіво Капіата», в якій того року взяв участь у 7 матчах чемпіонату. Згодом повернувся до професійних виступів на футбольному полі 2022 року у складі «Спортіво Амельяно».
Того ж 2022 року перейшов до столичного «Насьйоналя». Протягом частини 2023 року знову грав за «Спортіво Амельяно», цього разу як орендований гравець.
2024 року повернувся до «Насьйоналя».

## Виступи за збірну
З 2024 року залучається до складу молодіжної збірної Парагваю. На молодіжному рівні зіграв у 3 офіційних матчах, забив 1 гол.
Того ж 2024 року був включений до заявки олімпійської збірної Парагваю для участі у футбольному турнірі на тогорічних Олімпійських іграх у Парижі.

## Статистика виступів

### Статистика клубних виступів
Станом на 14 липня 2024
| Сезон             | Команда             | Чемпіонат         | Чемпіонат | Чемпіонат | Національний кубок | Національний кубок | Національний кубок | Континентальні кубки | Континентальні кубки | Континентальні кубки | Інші змагання | Інші змагання | Інші змагання | Усього | Усього | Усього |
| Сезон             | Команда             | Ліга              | Ігор      | Голів     | Ліга               | Ігор               | Голів              | Ліга                 | Ігор                 | Голів                | Ліга          | Ігор          | Голів         | Ігор   | Голів  |        |
| ----------------- | ------------------- | ----------------- | --------- | --------- | ------------------ | ------------------ | ------------------ | -------------------- | -------------------- | -------------------- | ------------- | ------------- | ------------- | ------ | ------ | ------ |
| 2019              | «Депортіво Капіата» | ПД                | 7         | 0         | КП                 | 0                  | 0                  |                      | -                    | -                    |               | -             | -             | 7      | 0      |        |
| 2022              | «Спортіво Амельяно» | ПД                | 12        | 2         | КП                 | 0                  | 0                  |                      | -                    | -                    |               | -             | -             | 12     | 2      |        |
| 2022              | «Насьйональ»        | ПД                | 18        | 3         | КП                 | 0                  | 0                  |                      | -                    | -                    |               | -             | -             | 18     | 3      |        |
| 2023              | «Насьйональ»        | ПД                | 15        | 1         | КП                 | 0                  | 0                  | КЛ                   | 4                    | 1                    |               | -             | -             | 19     | 2      |        |
| 2023              | «Спортіво Амельяно» | ПД                | 8         | 0         | КП                 | 1                  | 0                  | ПАК                  | 0                    | 0                    |               | -             | -             | 9      | 0      |        |
| 2024              | «Насьйональ»        | ПД                | 18        | 1         | КП                 | 0                  | 0                  | КЛ+ПАК               | 5+6                  | 0+1                  |               | -             | -             | 29     | 2      |        |
| Усього за кар'єру | Усього за кар'єру   | Усього за кар'єру | 78        | 7         |                    | 1                  | 0                  |                      | 15                   | 2                    |               | -             | -             | 94     | 9      |        |